# 강근호
강근호(姜槿虎, 1888년 11월 3일~1960년 2월 24일)는 한국의 독립운동가이다.

## 생애
1888년 11월 3일 함경남도 정평군에서 출생하였다. 1916년 함흥중학교 2학년 재학 중 학생사건으로 일본 경찰의 수배를 받게 되자 만주로 망명하였다. 1919년 3월 옌볜의 룽징촌에서 3·1운동에 참여한 뒤, 같은 해 만주군정서 무관학교를 졸업한 뒤 신흥무관학교에서 근무하였다.
1920년 북로군정서 사관연성소의 제1학도대 제3구대장을 지냈고 제1중대장으로 청산리전투에 참전하였다. 1921년 군정서 사관으로 있다가 시베리아로 건너가 자유시 참변을 겪은 뒤 이르쿠츠크 고려혁명군관학교 교관으로 근무하였다. 1922년 공산주의 반대 투쟁을 전개하다가 이르쿠츠크 형무소에서 1년간 복역하였고 출옥 후 다시 만주로 돌아와 계속 항일 독립운동에 전념하며 1943년 애국동지회 청년군사훈련 교관으로 있으면서 독립군 양성에 힘썼다. 1945년 일본 제국이 패망하고 광복이 되자 1947년에 귀국하였다.
귀국한 강근호는 1949년 2월 육군사관학교 8기 소위로 임관하였다. 1950년 한국 전쟁이 발발하자 육군 제103사단 113연대장으로 참전하였다. 1952년 한국 전쟁 중 학도의용군으로 입대한 군무원이던 독립운동가 이시영의 증손녀 이정희를 만났고 1953년에 연병장에서 결혼하였다. 1956년 5월 중령으로 전역 후 부산 영도구에서 정착하였고 그곳에서 사망했다.
강근호는 생전에 입버릇처럼 “청산리전투에서 산화한 독립군을 위해 작은 돌비석이라도 하나 세워주기 바란다”는 말을 유언처럼 남겼다고 한다.

## 사후
- 1977년 건국포장, 1990년 건국훈장 애국장이 추서되었고, 유해는 대전현충원 애국지사 묘역에 이장되었다.
- 2000년 부산광역시 장산에 기념비가 세워졌으며, 2005년 '애국지사 강근호 선생 기념사업회'가 발족되었다.
- 부산광역시 장산에 강근호 기념관이 있다.

## 가족
- 아내: 이정희
- 아들: 강귀철
- 딸: 강정화

## 학력
- 1919년 만주군정서 무관학교 졸업
- 1949년 대한민국 육군사관학교 8기 졸업
- 1951년 대한민국 육군보병학교 졸업

## 같이 보기
- 김좌진
- 북로군정서
- 청산리 전투
- 자유시 참변
- 신흥무관학교
- 3.1운동